# Ернст Хайнрих фон дер Шуленбург-Хеслер
Ернст Хайнрих фон дер Шуленбург-Хеслер (на немски: Ernst Heinrich Graf von der Schulenburg; * 8 май 1812; † 10 ноември 1843, Дрезден) от род фон дер Шуленбург (от „Бялата линия“), е имперски граф на Шуленбург-Хеслер, господар на Витценбург при Кверфурт, Вайенширмбах и Крюсау и държавен съветник.

## Произход и наследство
Той е най-големият син на имперски граф Фридрих Хайнрих Мориц фон дер Шуленбург-Хеслер (1783 – 1840) и съпругата му Аделаида/Фридерика фон Варнсдорф (1790 – 1821). Внук е на имперски граф Хайнрих Мориц фон дер Шуленбург-Хеслер (1739 – 1808) и графиня Ердмута Хенриета фон Бюнау (1757 – 1825). Брат е на граф Хайнрих Мориц II фон дер Шуленбург-Хеслер (1816 – 1874).
Ернст Хайнрих умира неженен и бездетен на 10 ноември 1843 г. в Дрезден. Наследен е от по-малкия му брат граф Хайнрих Мориц II фон дер Шуленбург-Хеслер.